# Xcas
Xcas és un sistema d'àlgebra per ordinador (CAS) de codi obert per a Microsoft Windows, Apple macOS i Linux. L'any 2000, Bernard Parisse, Université Joseph-Fourier, Grenoble, França, va llançar Xcas. Xcas està escrit en C++.

## Funcions
Funcions,
- resoldre l'equació: solve()
- calcula quocient diferencial: diff()
- calcula la funció de la tija: int()
- resoldre equacions diferencials: desolve()

## OS
Sistemes operatius,
- Microsoft Windows
- Apple macOS
- Linux